# 蒙米拉伊之战
蒙米拉伊之戰（法語：Bataille de Montmirail）是拿破崙戰爭第六次反法同盟戰爭期間於蒙米拉伊爆發的戰鬥，由拿破崙一世指揮的法國大軍團進攻奧斯騰-薩肯與約克兩人指揮的俄普聯軍。
1814年初，法蘭西帝國陸軍在拿破崙一世的指揮下奮力抵禦聯軍對法國東部的入侵。拿破崙在2月10日向尚波貝爾進攻，該地區的俄軍部隊遭遇毀滅性打擊。他在發現其插入分散的聯軍「西里西亞軍團」後，決定在東面留下一支部隊監視敵軍主將布呂歇爾，轉而進攻西面的薩肯集團。薩肯因不知曉拿破崙部隊的規模，試圖向東與布呂歇爾的主力部隊會合。法軍在與俄軍的持續戰鬥中成功取得優勢，並成功擊退趕來援助的普魯士部隊，迫使兩股部隊向北撤退。2月12日，拿破崙率軍對敗兵進行了一場全力追擊，在蒂耶里堡再次擊敗聯軍。

## 背景
1814年2月1日，普鲁士陆军元帅布吕歇尔率领他自己的西里西亚军队和奥地利陆军元帅施瓦岑贝格亲王卡尔·菲利普的波希米亚军队在拉罗蒂埃战役中击败了拿破仑的部队。盟军指挥官对他们的胜利感到欣喜若狂，于是制定了一项新计划，施瓦岑贝格从特鲁瓦向巴黎推进，而布吕歇尔则在从马恩河畔沙隆向莫城更北的轴线上作战。两支军队将由彼得·维特根施泰因的军团和亚历山大·尼基蒂奇·塞斯拉文领导的侦察部队联系在一起。几天之内，谨慎的施瓦岑贝格开始将维特根施泰因的军队拉到南方。相信战争即将结束，布吕歇尔一路追赶雅克·麦克唐纳元帅领导下的一支规模较小的法国军队之后迅速向西推进。但布吕歇尔不知道，2月5日施瓦岑贝格在没有通知布吕歇尔的情况下将塞斯拉文的部队从右翼转移到了极左翼。由于他缺少与塞斯拉文的联络，普鲁士人没有意识到左翼有一个危险的缺口。
直到2月6日，拿破仑才计划对波希米亚军队发起打击。但那天，法国皇帝收到情报，布吕歇尔正在通过莫城前往巴黎。由于麦克唐纳实力太弱，无法阻止西里西亚军队，拿破仑不得不先对付布吕歇尔。拿破仑一边派出巡逻队确定普鲁士元帅军队的确切下落，一边派奥古斯特·德·马尔蒙元帅率领8,000名士兵前往塞扎纳。2月8日，部分帝国卫队和大量骑兵加入了这些部队。同一天，麦克唐纳的巡逻队报告说，路德维希·约克率领18,000人在埃佩尔奈附近。2月9日上午，拿破仑从马尔蒙那里收到消息，称法比安·冯·奥斯特-萨肯带着大约15,000名士兵在蒙米拉伊附近，于是法国军队开始行动。

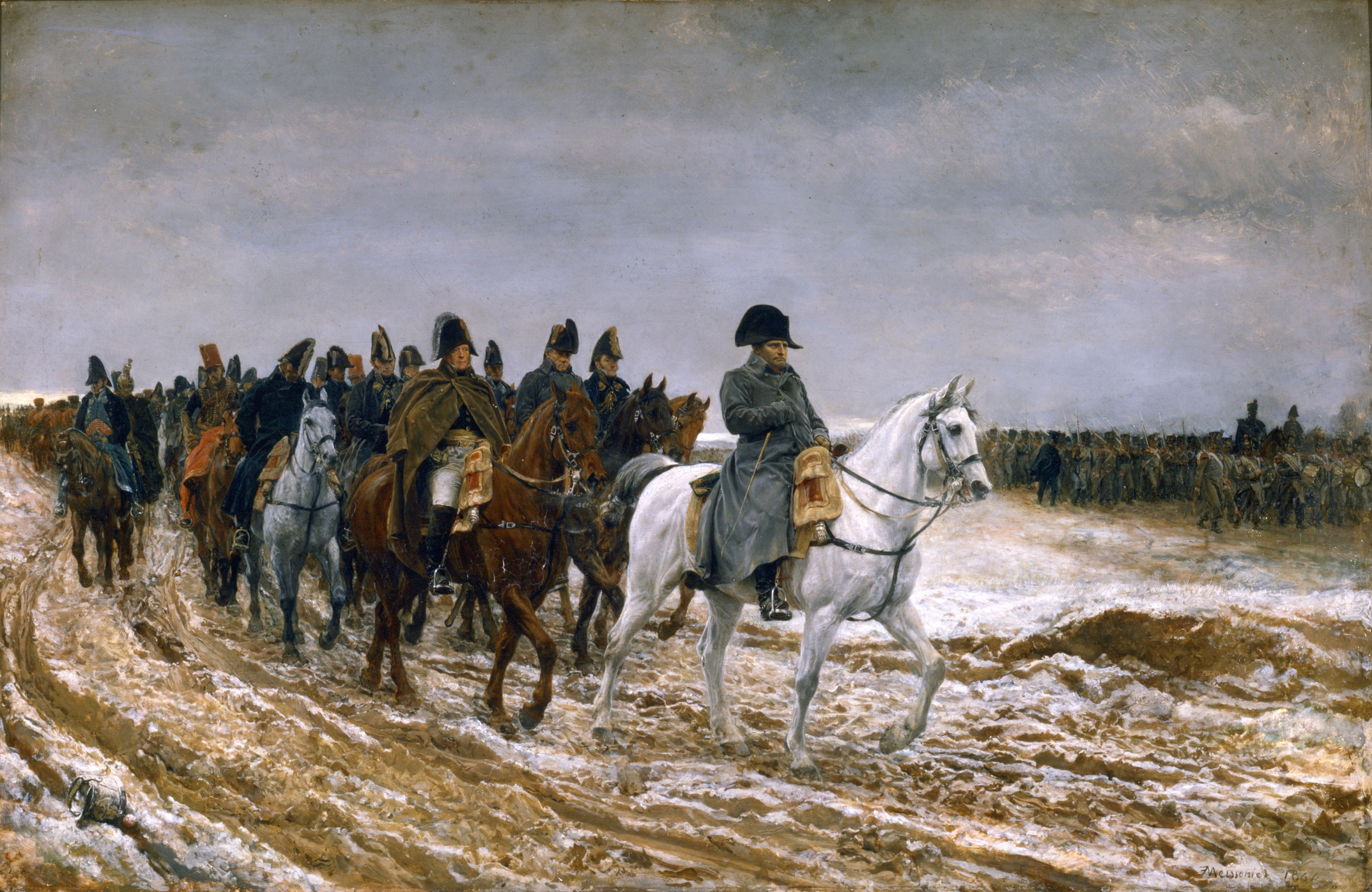
拿破仑带着他的元帅和参谋，带领他的军队走过雨后泥泞的道路。尽管他的帝国正在崩溃，但拿破仑的部队在六日战役中仍然危险

克劳德·维克多元帅和14,000名士兵，包括他自己的军团、埃蒂安·莫里斯·热拉尔的一支部队和骑兵，将控制塞纳河畔诺让。乌迪诺元帅率领20,000名士兵，包括新组建的第七军团、一个5,000人的青年近卫师、国民卫队和皮埃尔·克劳德·帕约尔领导的骑兵部队，奉命守卫塞纳河畔布赖、蒙特罗、约讷河桥和桑斯。此时的拿破仑只有七万士兵对抗大约二十万盟军。维克多和乌迪诺面对施瓦岑贝格，拿破仑决定对布吕歇尔采取行动，他认为布吕歇尔拥有45,000名士兵。
事实上，西里西亚军队有57,000名士兵，其中包括蒂耶里堡约克领导下的18,000人，拉费泰苏茹阿尔附近萨肯领导下的20,000人以及尚波贝尔、韦尔蒂和贝热尔莱韦尔蒂的部队。然而，布吕歇尔的军队分布在71公里的阵线上，拿破仑也需要指望麦克唐纳10,000名士兵的帮助。拿破仑的打击力量为30,000人，120门大炮。法军由马尔蒙的军团、米歇尔·内伊元帅领导的两个年轻近卫师、第一骑兵军、爱德华·莫蒂埃近卫骑兵的一部分和让-马里·德弗朗斯的独立的两个老近卫师组成骑兵师。莫蒂埃奉命保卫后方。
由于担心拿破仑会在诺让附近开战，施瓦岑贝格要求布吕歇尔派遣克莱斯特的军团南下帮忙。普鲁士陆军元帅命令克莱斯特、卡普采维奇和奥尔苏菲耶夫于2月10日在塞尚会合。在持续几天的雨后，道路被淹没，但法国乡村人民协助军队将拿破仑的大炮拖过泥泞。法军在2月10日的尚波贝尔战役中摧毁了奥尔苏菲耶夫将军的小军团。俄国将军只有5,000人和24门大炮，而且他不明智地选择坚守阵地。奥尔苏菲耶夫最终被俘虏，他的部队支离破碎。1,500名逃脱的士兵被编成三四个营。

## 战斗

### 行军

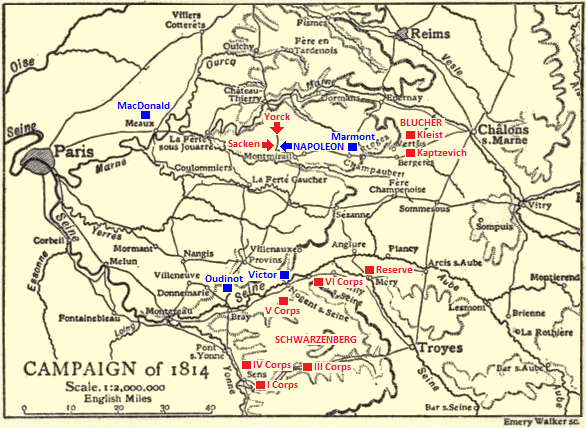
1814年2月11日，拿破仑在蒙米拉伊附近与萨肯和约克作战

布吕歇尔得知俄罗斯小军团被击毁的消息后，立即命令克莱斯特和卡普采维奇夜行军返回维尔图斯。普鲁士陆军元帅命令约克向蒙米拉伊进军，同时在蒂埃里堡守住马恩河上的重要桥梁，以保护撤退路线。2月10日，萨肯向西推进到特里尔波特，那里有一座横跨马恩河的桥。布吕歇尔此时想起萨肯，指示他向东进军蒙米拉伊与约克会合，然后清理那里和维图斯之间的公路。布吕歇尔没有向萨肯提及任何关于马恩河桥梁的事情。

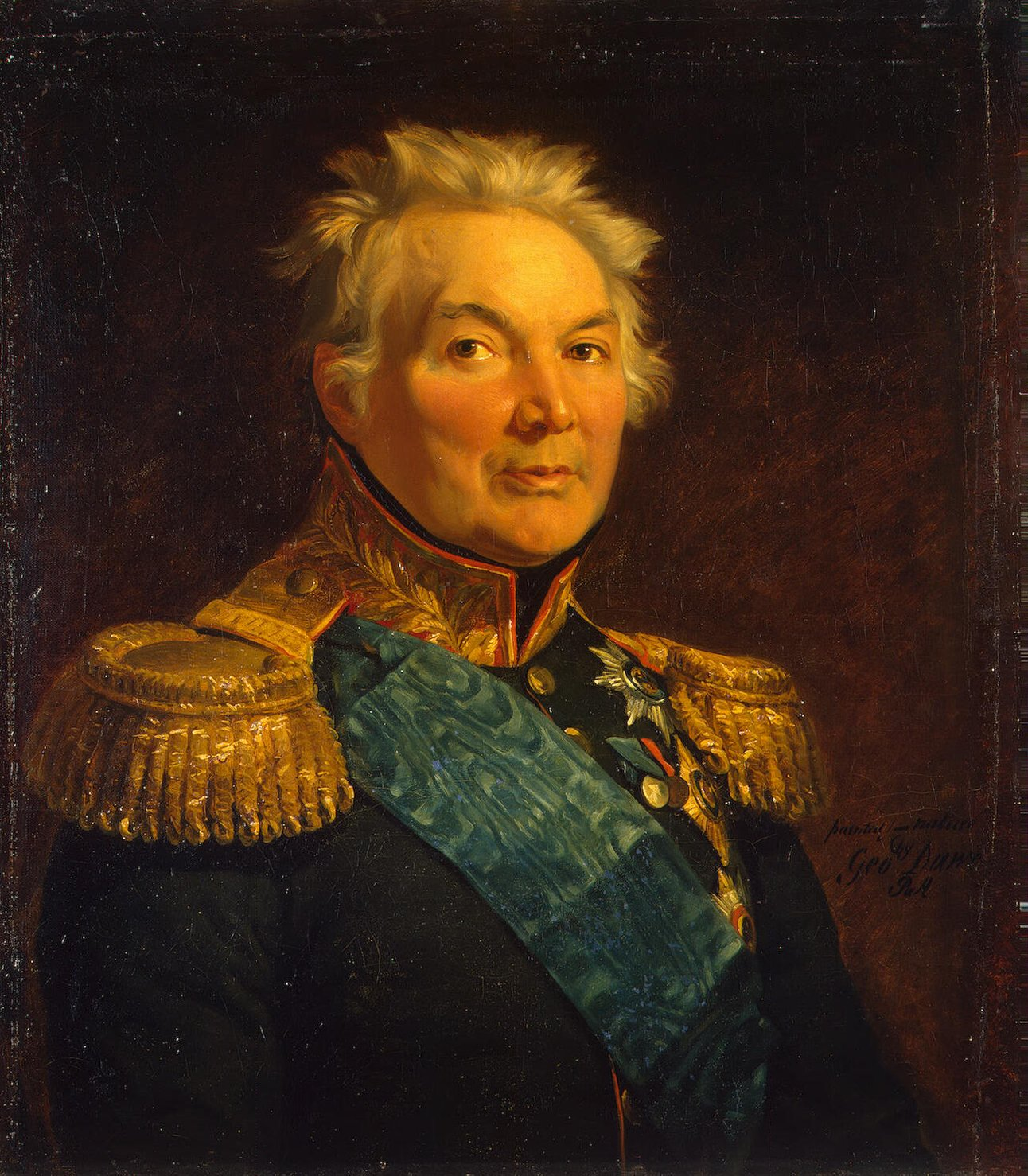
法比安·奥斯滕-萨肯

拿破仑命令麦克唐纳从特里尔波特向东移动。下午7时，拿破仑指示艾蒂安·南苏蒂率领两个骑兵师向西进军以占领蒙米拉伊。内伊的年轻近卫师将在早上6时开始行动，而莫蒂埃的老近卫师将从塞尚直接行进到蒙米拉伊。拿破仑希望利用他的部队粉碎萨肯和约克，并把他们与布吕歇尔隔离开来。因此，他命令麦克唐纳夺回蒂埃里堡及其重要桥梁，而马尔蒙则密切监视布吕歇尔。
约克向布吕歇尔发送了一份电报，表示他是否可以在蒙米拉伊与萨肯会合，因为他的士兵已经筋疲力尽，无法在2月10日至11日晚上继续行军。约克承诺在路上前往维福尔。萨肯接到命令后，摧毁了拉费尔特苏茹阿雷的桥梁，并于10日晚上9时开始向东进军。次日上午9时，俄罗斯军团指挥官的主要部队在维尔斯梅松以东与法国巡逻队发生冲突。当天一大早，法国人将阿基姆·阿基莫维奇·卡尔波夫领导的哥萨克人赶出了蒙米拉伊。上午9时约克到达维福尔并与法国骑兵发生冲突。萨肯此时面临被困的严重危险。了解这一点后，约克派了一名参谋到俄军那里警告他，普鲁士人将会推迟抵达战场。由于道路泥泞，联军不得不留下沉重的普鲁士野战炮和一个旅。约克的信使建议萨肯向北撤退到蒂埃里堡。
萨肯并没有听从任何一点。俄罗斯指挥官不顾自己的参谋人员的建议，将他的主要力量部署到南部。萨肯严格按照他的命令，决定向东穿过蒙米拉伊。在战斗开始时，拿破仑的人数远远少于俄军，只有5,000名老近卫步兵、4,500名骑兵、一个步兵师和36门火炮进行防御。由于路况恶劣，士兵精疲力竭，而且不知道是自己增援部队还是约克的普鲁士人先到达战场，拿破仑此时也冒着巨大的风险。

### 部署

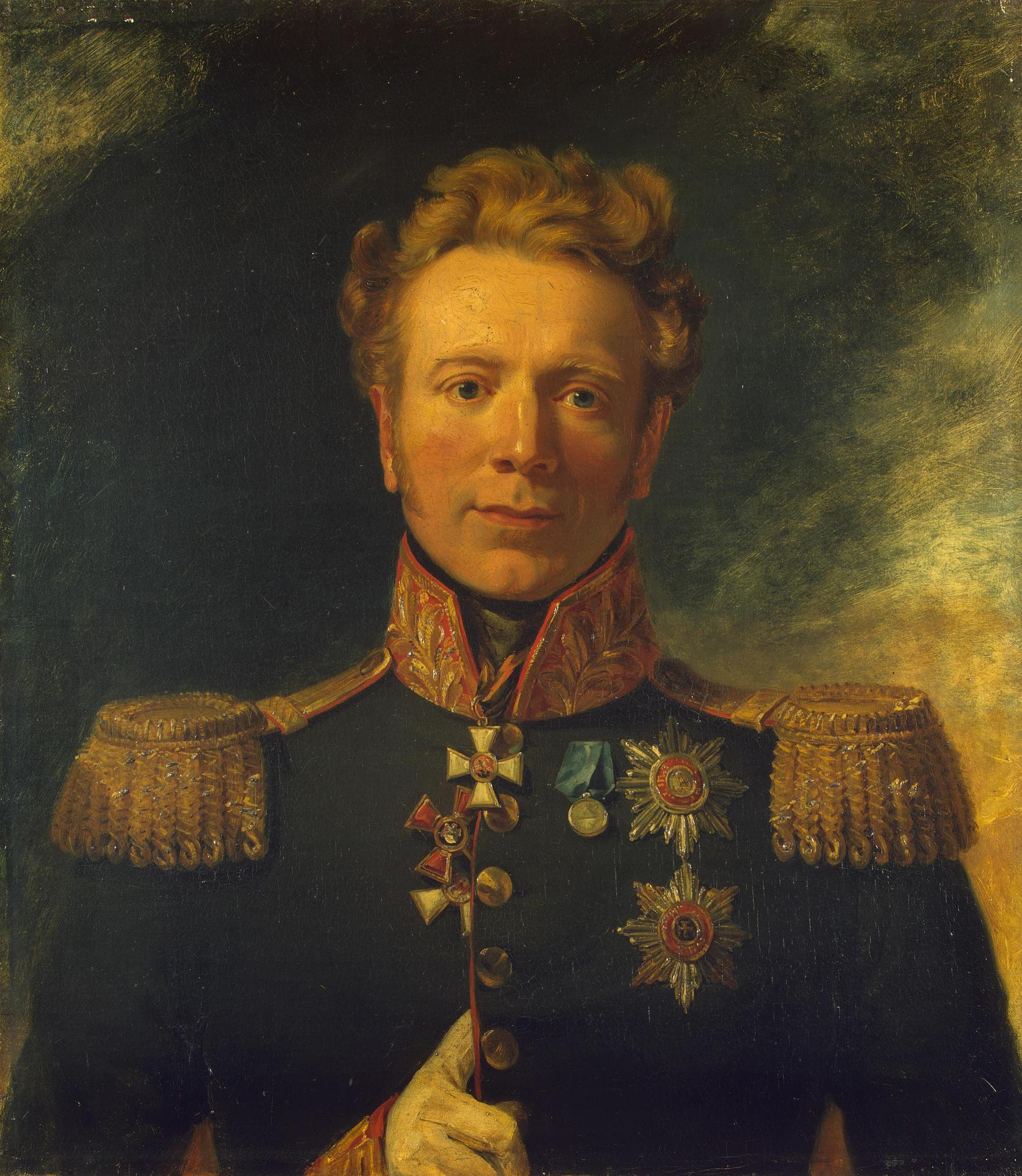
伊万·利文

萨肯的部队大约有18,000名士兵和90门火炮。萨肯率领两个步兵和一个骑兵军。这些步兵属于亚历山大·伊万诺维奇·塔利辛的第7和第18步兵师，伊万·安德烈耶维奇·列文的部队。骑兵包括谢尔盖·尼古拉耶维奇·兰斯科伊的第2轻骑兵师和谢苗·达维多维奇·潘舒利舍夫的第3龙骑兵师。炮兵司令阿列克谢·彼得罗维奇·尼基丁指挥了三个12磅炮连和四个6磅炮连。
拿破仑在战斗中的可用兵力最少是20,000人。
小莫兰河在战场的南缘向西流淌，这里多为起伏的地形，被几片树林所覆盖。就在小莫林的北边，有一片森林锚定了法军的左翼。在森林的北边是马尔谢村，西边有一条南北向的小溪。再往北是公路。为了阻止萨肯和约克汇合，拿破仑部署了一个师，挡住了主要的公路。南苏蒂将军则全面指挥近卫骑兵师。

### 战斗

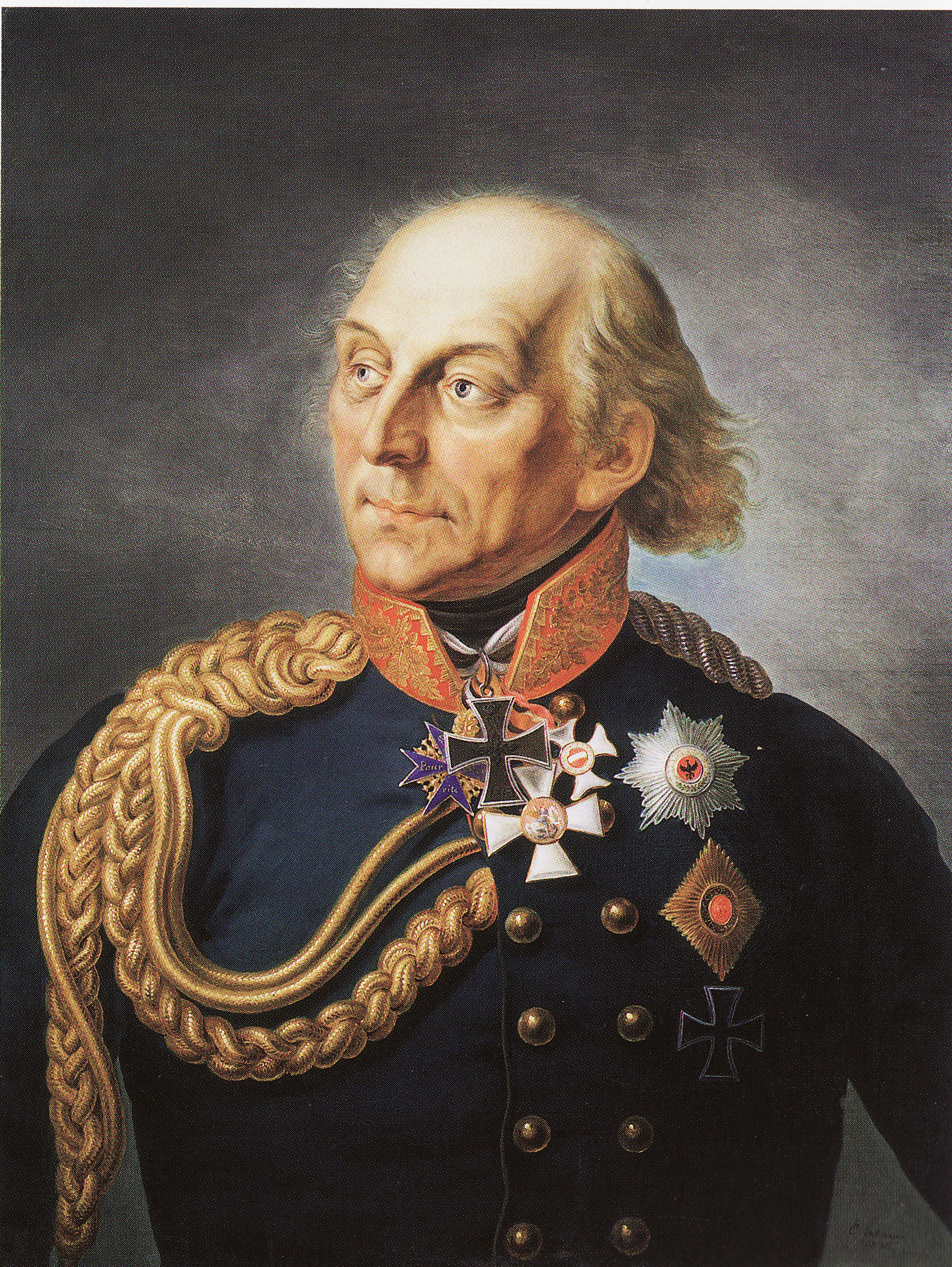
路德维希·约克

萨肯麾下的海登赖希少将带领着一支2,360人的特遣部队。海登赖希的部队向东移动，并在上午11时左右占领了马尔谢。拿破仑命令一个步兵师在中午攻击马尔谢。镇上的激烈战斗持续了两个小时，俄罗斯人最终保住了对村庄的控制权。拿破仑在等待米歇尔的老卫兵师从蒙米拉伊前进时下令进行炮击。下午2时拿破仑下令攻击萨肯的左翼。弗里安特的四个老卫队营沿公路向西行进。与此同时，克劳德-艾蒂安·居约率领四个近卫骑兵中队环绕俄军左翼。联合攻击打破了萨肯的第一道防线，迫使他在将他的骑兵向左移动以与约克的普鲁士人接触的同时组建他的第二道防线。
为了切断俄军与约克的联系，拿破仑下令南苏蒂在公路上进行防守。法军的骑兵冲锋打散了一些俄罗斯编队，迫使士兵分散到森林中。但俄军的骑兵反击迫使南苏蒂的骑兵后退，俄军恢复了与普鲁士人的联系。此时，穆尼耶的年轻近卫师加入了法军阵营，在拿破仑的左翼进行作战。萨肯的部队最终守住了马尔谢。
下午3时，普鲁士人通过公路上抵达丰特内勒。由于道路状况不佳，普鲁士人只携带了轻型火炮。较重的大炮留在了蒂埃里堡。由于担心麦克唐纳的部队出现在他的右后方，约克还派他剩余的步兵旅回去守住蒂埃里堡。普鲁士后备骑兵部署在丰特内勒附近。萨肯命令他的两个备用重型火炮支持普鲁士的推进。与此同时，米歇尔的老近卫师也到达了战场，致力于与约克的战斗。

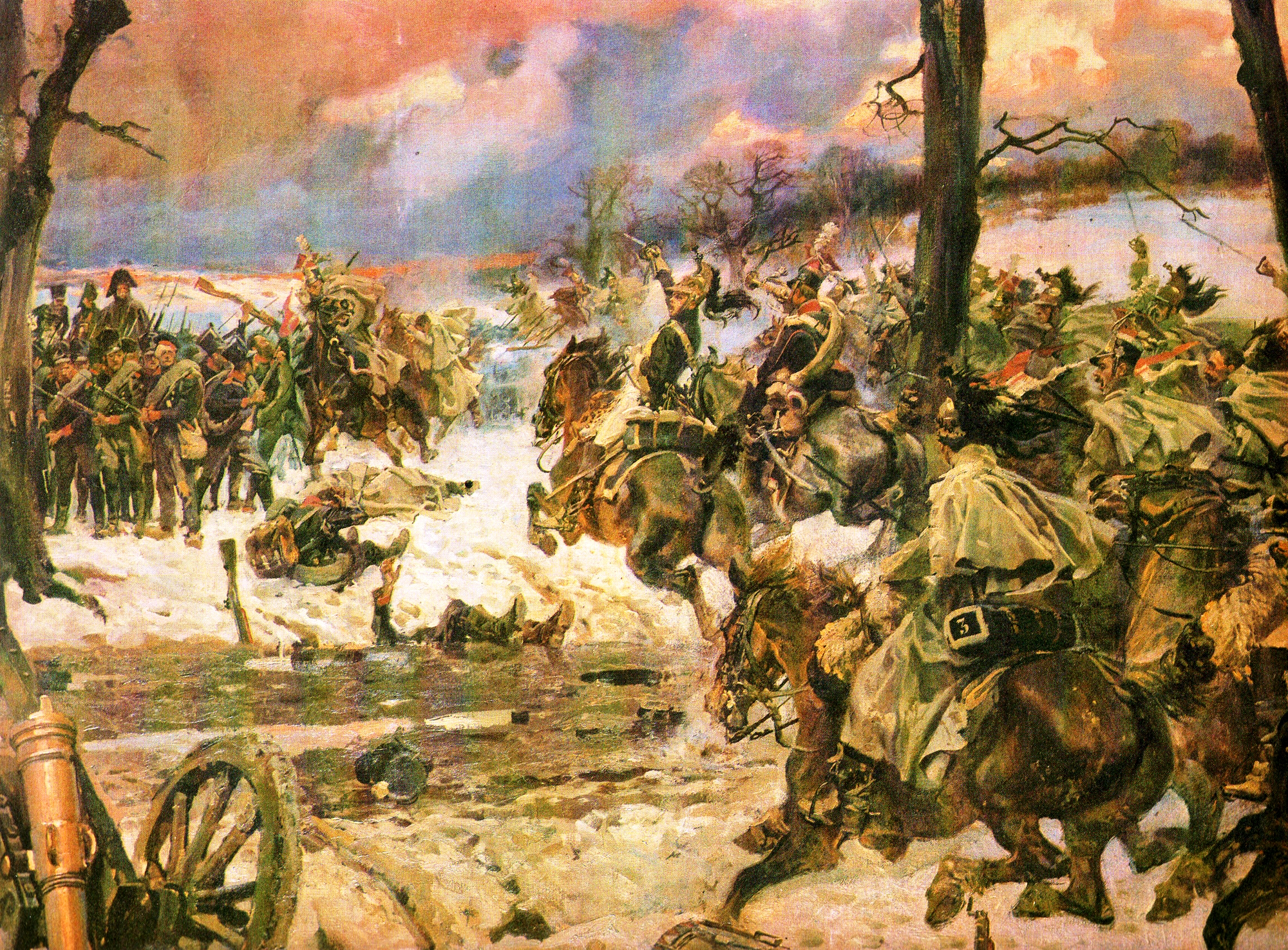
法国骑兵在蒙米拉伊向俄罗斯方阵冲锋

拿破仑命令里卡德和穆尼耶疲惫的士兵重新投入到马尔谢的战斗中。拿破仑派弗朗索瓦·约瑟夫·列斐伏尔带领两个老近卫步兵营从北方包围马尔谢。里卡德从南部的波梅森组织了一次攻击。尽管法国人取得了火力优势，但马尔谢的俄罗斯人继续抵抗，直到下午5时，他们被迫放弃对该村庄的控制并撤退。当俄军到达峡谷的西侧时，德弗朗斯的骑兵发起了冲锋，给俄军造成了重大损失。马尔谢附近的数百名俄罗斯散兵被击毙或被俘。意识到失去对马尔谢的控制，战斗就失败后，萨肯开始将他的炮兵从右翼向中路撤退。在公路附近，俄罗斯步兵方阵被法国骑兵袭击，在俄军骑兵介入时，步兵才得以逃脱。

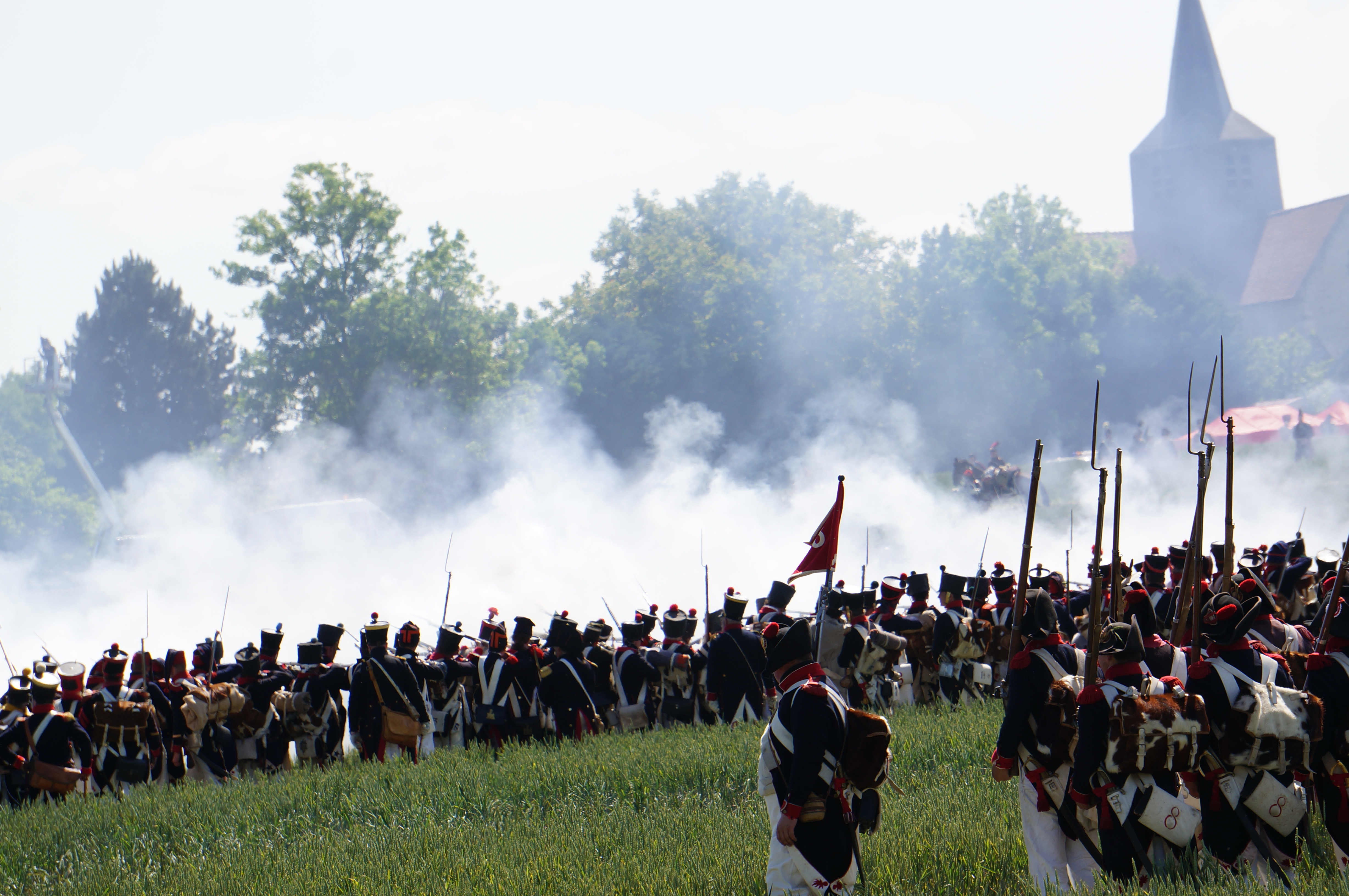
在重演战斗期间，里卡德的师在马尔谢附近开始行动

尽管有俄罗斯大炮的支持，普鲁士试图援助俄军而发起的进攻在法军的火枪和霰弹枪声中被击退。当法国的散兵威胁要包围普鲁士的侧翼时，普鲁士骑兵驱散了这些散兵。
在米歇尔·内伊用十个营对普鲁士人进行反击后，一些普鲁士部队撞上了法军。普鲁士军队发起了一次刺刀攻击，暂时阻止了法军的进攻，但自己也损失惨重。随着普鲁士撤退的继续，一个步兵团在树林中遭到袭击，但设法赶走了他们的法国追兵。普鲁士人就这样结束了丰特内勒和维福特之间的一天。
到了晚上，近卫军的波兰枪骑兵一路杀到了西边的维尔梅松。萨肯的部队几乎被困住了，但约克的努力给了俄罗斯人足够的时间和空间来脱身。随着骑兵掩护撤退，俄罗斯人在下雨时前往公路路。俄罗斯撤退通过沼泽和树林是由一排篝火引导的。尽管有8门损坏的火炮被遗弃了，但火炮队派出50名骑兵帮助用绳索拉动每门火炮，从而挽救了可用的火炮。经过一整夜的行军，萨肯的部队在主干道上到达了维福特，并继续向北朝蒂埃里堡进发。

## 结果
法军在此役中损失了2,000人，但他们给俄罗斯军队造成2,000人的伤亡，俘虏800人、6面战旗13门火炮。普鲁士则遭受了900人的伤亡。
莫城的麦克唐纳无法执行他的前进命令，因为他摧毁了桥梁。他的下属奥拉斯将军无法移动，因为萨肯摧毁了他面前的桥梁。麦克唐纳派他的骑兵在安托万·路易斯·德克雷斯特·德·圣日耳曼的带领下通过库洛米耶与拿破仑会合。拿破仑再次命令麦克唐纳夺取蒂埃里堡，以阻止盟军撤退。拿破仑此时在赌，他打算以最大的力量追击萨肯和约克，希望将他们困在马恩河上。他还需要考虑到布吕歇尔位于东部的20,000名士兵和80门火炮。虽然拿破仑开始接到维克多的求救，但他计算出，在与布吕歇尔的军队作战时，没有侵略性的施瓦岑贝格会慢慢行动。蒂埃里城堡战役将于2月12日进行。

## 註腳
1. ↑  Chandler 2009，第972頁，引言：「法軍兵力在上午11點時為10,500人，在下午4點時達到20,000人。」.
2. ↑  Chandler 2009，第972頁，引言：「薩肯軍18,000人全員參戰，而約克軍18,000人僅有約3,000人參戰。」.
3. 1 2 3  Petre 1914，第66頁.
4. ↑  Smith 1998，第491–493頁.
5. ↑  Chandler 1966，第964–965頁.
6. ↑  Petre 1994，第46頁.
7. 1 2  Chandler 1966，第966–967頁.
8. 1 2  Chandler 1966，第968–969頁.
9. ↑  Petre 1994，第56–57頁.
10. ↑  Petre 1994，第55頁.
11. ↑  Chandler 1979，第87頁.
12. ↑  Petre 1994，第53頁.
13. ↑  Nafziger 2015，第609頁.
14. 1 2  Petre 1994，第60–61頁.
15. 1 2  Chandler 1966，第969–971頁.
16. ↑  Petre 1994，第62頁.
17. 1 2  Petre 1994，第63頁.
18. 1 2 3  Petre 1994，第64頁.
19. ↑  Chandler 1966，第970–971頁.
20. 1 2  Nafziger 2015，第144頁.
21. 1 2  Chandler 1966，第973頁.
22. ↑  Nafziger 2015，第146頁.
23. ↑  Nafziger 2015，第147頁.
24. 1 2 3 4 5  Nafziger 2015，第148–149頁.
25. ↑  Petre 1994，第65頁.
26. ↑  Nafziger 2015，第150頁.
27. 1 2 3  Nafziger 2015，第151頁.
28. 1 2  Nafziger 2015，第152頁.
29. 1 2  Petre 1994，第66頁.
30. ↑  Nafziger 2015，第153頁.